# Domanivský rajón
Domanivský rajón (ukrajinsky Доманівський район) byl rajón v Mykolajivské oblasti na Ukrajině. Hlavním městem byla Domanivka a rajón měl přibližně 25 tisíc obyvatel. 

## Sídla v rajónu
- Domanivka